# Orsolobus chelifer
Orsolobus chelifer là một loài nhện trong họ Orsolobidae.
Loài này thuộc chi Orsolobus. Orsolobus chelifer được miêu tả năm 1902 bởi Tullgren.